# Estremera
Estremera es un municipio y localidad española de la Comunidad de Madrid. El término municipal, ubicado en las comarcas de Las Vegas y La Alcarria, tiene una población de 1467 habitantes (INE 2024). Es conocido por albergar el Centro Penitenciario Madrid VII, la prisión más moderna de la provincia. 

## Geografía
La localidad está situada a una altitud de 642 m sobre el nivel del mar. Es el municipio más oriental de la Comunidad de Madrid y linda con la comunidad autónoma de Castilla-La Mancha.
| Noroeste: Valdaracete         | Norte: Brea de Tajo            | Noreste: Brea de Tajo    |
| Oeste: Valdaracete            |                                | Este: Almoguera          |
| Suroeste: Fuentidueña de Tajo | Sur: Zarza de Tajo y Belinchón | Sureste: Barajas de Melo |

## Historia
A mediados del siglo XIX, el lugar tenía contabilizada una población de 2996 habitantes. La localidad aparece descrita en el séptimo volumen del Diccionario geográfico-estadístico-histórico de España y sus posesiones de Ultramar de Pascual Madoz de la siguiente manera:

ESTREMERA: v. con ayunt. en la prov., adm. de rent., aud. terr. y c. g. de Madrid (9 leg.), part. jud. de Chinchon (4), y dióc. de Toledo (12): sit. en una pequeña ladera; la combaten todos los vientos, y su clima es sano. Tiene 425 casas, y unas 60 cuevas en que habitan parte de sus vec.; las casas son de mediana construccion y de unos 30 pies de altura, y en casi todas ellas hay pozos de aguas gruesas; los vec. se surten para sus usos de las del r. Tajo, dist. de la pobl. 1/4 de leg.; hay una plaza llana y cuadrada, estando en uno de sus lados la casa de ayunt., que tiene en su fachada principal un soportal con 6 arcos de piedra y encima un balcon de hierro del largo del edificio; una plazuela cuadrada como de 26 pasos de travesia; las calles son en lo general de 8 pasos de anchas, sin empedrar, llanas y limpias; una cárcel pública, una albergueria sin dotacion; escuela de instruccion primaria para niños, á la que concurren sobre 60, en ella se enseña primeras letras, geografia y gramática castellana, su dotacion es de 1,800 rs. y lo que los alumnos pagan mensualmente; otra de niñas sin mas dotacion que lo que estas retribuyen; las enseñan simple costura y punto de media, y una igl. parr. (Ntra. Sra. de los Remedios), servida por un párroco, un teniente y 2 capellanes, el curato es de entrada y presentacion del Sr. duque del Infantado: en los afueras de la pobl. se encuentran 3 ermitas (San Miguel, el Smo. Cristo y la del Pilar), 2 fuentes con pilones de aguas salobres, que solo sirven para abrevadero de las caballerias; en la parte esteríor de la ermita del Smo. Cristo se halla el campo santo, el que en nada perjudica á la salud pública. El térm. confina N. Brea; E. Driebes; S. Belinchon y Fuentidueña, y O. Valdaracete: se estiende por N. y E. 1/4 de leg., por S. 1 1/2, y 3/4 por O.; le atraviesa en direccion SO. el r. Tajo, sobre el cual se encuentra un molino harinero y una barca; el molino tiene 6 piedras siendo uno de los mejores que hay en su ribera; comprende el desp. de Casasola. El terreno es llano, muy fuerte, sumamente áspero, y escepto unas 12 fan. de secano, le divide el r. Tajo en 2 suertes, que ambas tienen tierras de primera, segunda y tercera clase. caminos: los que dirigen á los pueblos limítrofes de herradura, pero pueden ir carruages. El correo se recibe de Fuentidueña de Tajo por medio de un enviado del ayunt. prod.: trigo, cebada y algun aceite, su mayor cosecha trigo; mantiene ganado lanar y vacuno; cria caza de conejos, liebres, perdices, lobos y zorras; pesca de barbos y alguna anguila. ind.: la agrícola, elaboracion de esparto, un molino harinero ya referido, y 2 de aceite. comercio: la esportacion de granos, felpudos á Castilla y prov., y la importacion de garbanzos, pescados y arroz. pobl.: 624 vec., 2,996 alm. cap. prod.: 3.754,720 rs. imp.: 268,365. contr.: segun el cálculo general y oficial de la prov., 9'65 por 100. El presupuesto municipal asciende á 12,000 rs., y se cubre con los prod. de una tienda merceria y propios.
(Madoz, 1847, pp. 622-623)

En 2008 se inauguró en Estremera el Centro Penitenciario Madrid VII.

## Demografía
Cuenta con una población de 1467 habitantes (INE 2024).

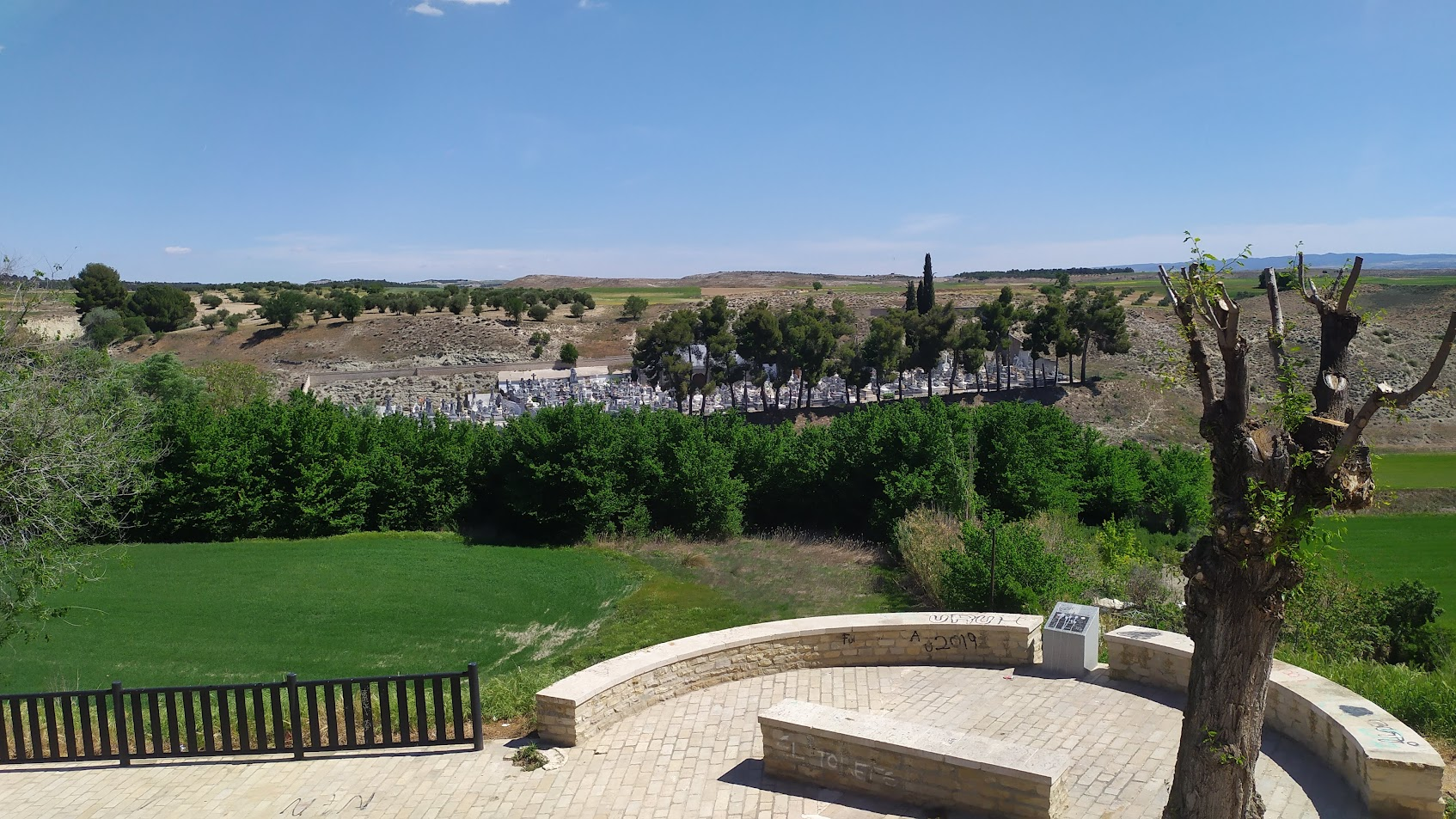
Cementerio de Estremera

| Gráfica de evolución demográfica de Estremera entre 1842 y 2021                                                       |
| |
| Población de derecho según los censos de población del INE. Población de hecho según los censos de población del INE. |

## Transporte público
En Estremera hay tres líneas de autobús y una de ellas tiene terminal en Madrid, en la Ronda de Atocha, concretamente. Estas líneas son:
| Línea | Recorrido                                              |
| ----- | ------------------------------------------------------ |
| 350A  | Arganda del Rey (Hospital) – Estremera                 |
| 351   | Madrid (Ronda de Atocha) – Estremera - Barajas de Melo |
| 355   | Fuentidueña de Tajo - Centro Penitenciario - Estremera |

## Educación
En Estremera hay una guardería pública y un colegio público de educación infantil y primaria.

## Patrimonio

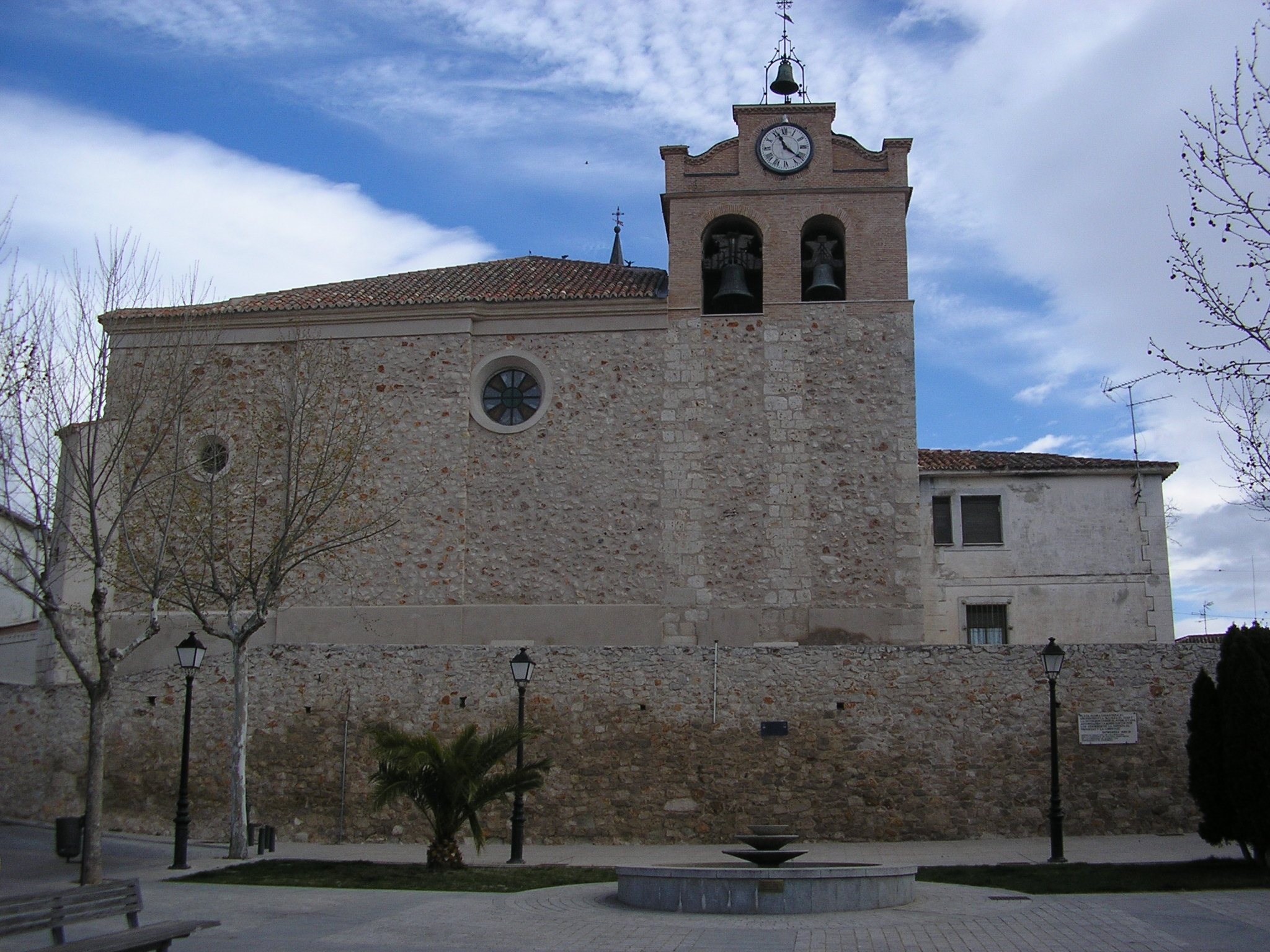
Iglesia de los Remedios

En la localidad se encuentra la iglesia de Nuestra Señora de los Remedios. La casa consistorial tiene en su fachada seis arcos de piedra. Por el municipio transcurre el Camino de Uclés.

## Símbolos

Representación heráldica del blasón aprobado

El escudo y la bandera que representan al municipio fueron aprobados oficialmente en 1994. El blasón que define al escudo es el siguiente:

En campo de gules, muralla almenada con dos torres, de plata, mazonada y aclarada de sable. Al timbre, Corona Real cerrada.
Boletín Oficial del Estado nº 245 de 13 de octubre de 1994

La descripción textual de la bandera es la siguiente:

Bandera rectangular, de proporciones 2:3, de paño rojo, cargado con muralla almenada con dos torres, de plata (blanca), mazonada y. aclarada de sable, y bordura, también de plata (blanca), de un ancho de 1/5 del de la bandera.
Boletín Oficial del Estado nº 245 de 13 de octubre de 1994